# Krešo Novosel
Krešo Novosel (Zagreb, 21. lipnja 1926. – Zagreb, 6. kolovoza 2008.), televizijski urednik, novinar, hrvatski dramski i prozni pisac.

## Životopis
Krešo Novosel je 1951. godine diplomirao na Ekonomskom fakultetu Sveučilišta u Zagrebu. Nakon studija, bio je urednikom više novina, među kojima Studentskog lista, Horizonta i lista Radio-Zagreb. U polumjesečniku Horizont objavio je s Andrijom Maurovićem – Novosel je napisao scenarije, Maurović je bio crtač – dva stripa: »Meksikanac«, prema djelu Jacka Londona (izlazio je od 5. veljače do 25. srpnja 1951.) i »Opsada« (izlazio je od 20. kolovoza 1951. do 20. siječnja 1952.). Strip »Opsada« objavljen je ponovo 1991. godine u jeku Domovinskog rata, pod naslovom »Opsada Zadra«. ↓1
1956. godine Krešo Novosel je bio jedan od osnivača Televizije Zagreb te utemeljitelj i sve do 1971. urednik njezina Dramskoga programa. Za televizijski je Dramski program priredio mnoga djela hrvatskih i stranih književnika: primjerice Augusta Šenoe, Ksavera Šandora Gjalskog, Eugena Kumičića, Miroslava Krleže, Augusta Cesarca, Vjekoslava Majera, Ive Andrića, Guya de Maupassanta, Hermana Melvillea i drugih. Autor je desetak romana pretežito povijesne tematike, nekoliko kazališnih te brojnih televizijskih i radijskih drama. Pisao je i scenarije, članke i eseje o televiziji, a za njegova je uredničkoga mandata RTV Zagreb snimila i popularnu TV seriju Naše malo misto. Od 1971. pa do umirovljenja 1978. godine bio je i novinar u Dokumentarnom programu RTV Zagreb. O Novoselovu radu na televiziji ponajbolje svjedoči njegova knjiga Vi, ja i televizija, koju je RTV Zagreb objavila 1967. ↓2
Krešo Novosel je 1979. godine bio jedan od utemeljitelja biblioteke »Hrvatski humanisti« Nakladnoga zavoda Globus. 1988. bio je i među osnivačima Udruge Pinta, čija je glavna zadaća očuvanje, promicanje i korištenje kulturnoga blaga Hrvatske. Iznimno je zaslužan za pokretanje popularno-znanstvenoga časopisa Gazophylacium, kojemu je bio i prvim urednikom (1993. – 1995.): taj časopis Udruga Pinta još i danas uspješno objavljuje dva puta godišnje.

## Popis djela

### Romani i kazališne drame
- Sivinov povratak – roman, Opatija/Rijeka: 1967.
- Interregnum 1608 – drama, izvedba: HNK Zagreb 1970.
- Moj brat i njegova majka – drama, izvedba: HNK Ivana pl. Zajca u Rijeci 1971.
- Janus Pannonius – drama, izvedba: HNK Osijek 1971.
- Kapi krvi, kapi mora... – roman, Zagreb: 1979.
- Sjaj osame – roman, Zagreb: 1979.
- Vinko Paletin – roman, Zagreb: 1979.
- Lovište jednog kapetana I i II – roman, Zagreb: 1980.
- Stoljetno stablo – roman, Zagreb: 1981.
- Pravda – roman, Zagreb: 1982.
- Meje – roman, Zagreb: 1983.
- Buna – roman, Zagreb: 1984.
- Izgaranje olujne tišine I i II – roman, Zagreb: 1985.

### Radijske drame
- Zarobljenici vrlina
- Atomi i mir
- Poruka o sebi
- Susret na zvijezdi
- Put po zvijezdama
- Istraga o plaču
- Brod bez zastave
- Naći nekoga

### Televizijske drame
- Gledalac i mi (Gledaoci i mi), TV igra, 1956. (1957.)
- Slavni sude, 1959.
- Nepoznati, 1960.
- Čovjek od važnosti, 1961.
- Skerco za Marula, 1962.
- Patent 102, 1963.
- Tonkina jedina ljubav, 1965.
- Pred odlazak, 1967.
- Žeđ – TV preradba novele Ive Andrića, 1969.
- Zlostavljanje  – TV preradba novele Ive Andrića, 1970.

### Igrane i dokumentarne TV serije
- Mač u peru – igrana serija, 7 epizoda
- Slom 1918. – igrana serija, 6 epizoda
- Šuflay – igrana serija, 5 epizoda
- Olujne tišine 1885-1995 – igrana serija, 6 epizoda, 1997.
- Buna u varaždinskom generalatu 1755. – dokumentarna serija
- Daleke obale – dokumentarna serija
- Vinko Paletin – dokumentarna serija
- Ponori tame – dokumentarna serija